# Tòa soạn điện tử
Tòa soạn điện tử (hay còn gọi với tên đầy đủ là "Tòa soạn báo điện tử" là cơ quan báo chí chuyên sản xuất và phát hành các bài báo dưới dạng ấn bản điện tử (còn gọi là báo điện tử hay báo mạng).
Tòa soạn điện tử tương tự các tòa soạn báo của báo giấy thông thường, đều có các cấp bậc, chức vụ đảm nhận những nhiệm vụ khác nhau từ tổng biên tập, thư ký tòa soạn, biên tập viên, phóng viên, quảng cáo... nhưng không thể thiếu Ban điện tử. Ban này có trách nhiệm quản lý, biên tập và xử lý trang tin điện tử (Nếu là báo điện tử kết hợp báo giấy) hoặc quản lý toàn bộ tòa soạn (nếu không có ấn bản báo giấy).
Tòa soạn điện tử có thể là một bộ phận trực thuộc tòa soạn báo thông thường dưới tên gọi là Ban điện tử hoặc toàn toàn độc lập ví dụ như Vnexpress hoặc VietNamNet. Tương tự như các tòa soạn thông thường, mỗi tòa soạn điện tử có thể phát hành một hoặc nhiều tờ báo điện tử, chuyên trang điện tử khác nhau.
Một tòa soạn điện tử thông thường được hỗ trợ quản lý và điều hành bởi một phần mềm là phần mềm tòa soạn điện tử. Phần mềm tòa soạn điện tử là hệ quản trị nội dung với mô hình như một tòa soạn báo hoạt động trên môi trường Internet.
Với ưu thế tận dụng tối đa sức mạnh về công nghệ, toàn bộ quy trình biên tập, duyệt đăng, xuất bản, quảng cáo... hoàn toàn dựa trên nền tảng công nghệ thống nhất, Tòa soạn điện tử có thể giúp giảm thiểu các chi phí quản lý, chi phí phát hành, tăng hiệu quả và năng suất hoạt động so với báo giấy truyền thống, do đó có nhiều đánh giá cho rằng báo điện tử sẽ thay thế báo giấy trong tương lai không xa.